# 安德烈·卡薩涅
安德烈·卡薩涅（法語：André Cassagnes，1926年9月23日—2013年1月16日），法國發明家、電機工程師、玩具和風箏設計師。卡薩涅以發明神奇畫板（Etch A Sketch）而聞名，而該畫板由俄亥俄藝術公司（Ohio Art Company）製造。